# Kidoesj
Kidoesj (Hebreeuws: קידוש, uit te spreken als kiedoesj), kiddoesj of kiddesj (Nederlands-Jiddisch/Asjkenazisch) betekent letterlijk heiliging en is de zegening die wordt uitgesproken bij de aanvang van de sjabbat en feestdagen. Op sjabbat wordt op vrijdagavond en zaterdagochtend voor de aanvang van de hoofdmaaltijd een zegening uitgesproken over een glas of beker wijn, druivensap.

## Kidoesj op vrijdagavond
Op vrijdagavond, na het zingen van sjalom aleechem en eesjet chajiel en direct voor de maaltijd, wordt de kidoesj uitgesproken. Een van de aanwezigen, meestal de man des huizes reciteert namens iedereen de kidoesj. De aanwezigen vervullen hun verplichting door aandachtig te luisteren. Voorwaarde is wel dat alle aanwezigen deelnemen aan de vrijdagavondmaaltijd op die plaats. Kidoesj wordt behalve in sjoel na ma'ariw (avonddienst), thuis gezegd of gehoord op de plek waar men de maaltijd eet.
Kidoesj bestaat uit enkele Thoraverzen, de beracha over wijn, chamar mediena of brood, en de kidoesj-beracha. Chamar mediena is een drank die men in het land waar men zich bevindt aan een gerespecteerde gast kan geven als blijk van respect. Voorbeelden zijn (volgens sommigen) appelsap, sinaasappelsap, thee en koffie. Bier en whisky zijn ook altijd goed. Wanneer men niet beschikt over (koosjere) wijn of druivensap, zegt men de beracha in eerste instantie over het brood (challe). Wanneer men niet van plan is brood te eten bij de maaltijd zegt men de beracha over chamar mediena.

### De kidoesj-ceremonie
Behoudens de openingsparagraaf waarbij iedereen dient te staan, kan men erna volgens de eigen minhag gewoonte staan of zitten; veel mensen staan. De broden dienen bij voorkeur bovenop elkaar te liggen, met het onderste brood iets naar de persoon die kidoesj zegt toe.
Tijdens de kidoesj is het brood bedekt met een kleedje. Het verdient de voorkeur een speciaal versierd kleedje te gebruiken.
Wanneer men de kidoesj-beracha in plaats van wijn over brood zegt, dient men voor het reciteren van de kidoesj de handen ritueel te wassen, en de beracha 'netielat jadajiem' te zeggen. Dit geldt tevens voor alle aanwezigen. Volgens een uit Duitsland stammende gewoonte wordt deze volgorde ook gehanteerd als men over wijn de zegening uitspreekt. Tussen het wassen van de handen en het eten van een stukje brood na de kidoesj mag niets gezegd worden (of op andere wijze de heiliging te onderbreken) en dient zo weinig mogelijk tijd te zitten. Daarna wordt zonder onderbreking de kidoesj voorgedragen. Men legt de handen op het kleedje dat op het brood ligt en spreekt in die positie, met de handen op het brood, de tekst: "[zacht] Wajehie erew wajehie woker.... [luid] Jom hasjiesjie, wajegoeloe hasjamajiem we-ha-aretz vechol tzwa'am. Wajechal Elo-him bajom hasjewie'ie melachto asjer asa, wajishbot bajom ha-sjewie'ie miekol melachto asjer asa. Vajevareich Elo-him et jom ha-shevi'ie vajekadeesh oto, ki vo shavat mikol melachto asjer bara Elo-him la-asot."
Dan ontdoet men het kleed van het brood, legt de handen op het brood en zegt: "Sawri maranan we-rabanan ve-rabotai." Dan zegt men: "Baroech atta [til het brood op] Ado-nai [leg het brood neer] Elo-heenoe Melech ha-Olam, ha-Motzie Lechem min ha-Aretz." Nu haalt men de handen weer van het brood en legt het kleedje weer op het brood, erop lettend dat de broden nog steeds bovenop elkaar liggen en het onderste brood iets naar de persoon die Kidoesj zegt toe ligt. Dan zegt men de eigenlijke kidoesj-beracha: "Baroech attah Ado-nai Elo-heenoe Melech ha-Olam, asjer kiedesjanoe bemitzwotaw, we-ratza wanoe, we-sjabbat kadesjo be-ahawa oe'we-ratzon hinchielanoe, ziekaron le-ma'asee wereesjiet. Kie hoe jom techiela le-mikra'ee kodesj, zeecher lietzie'at mitzrajiem, kie wanoe wacharta, we-otanoe kidasjta, miekol ha-amiem. We-sjabbat kodshecha be-ahava oe'we-ratzon hinchieltanoe. Baroech atta Ado-nai, mekadeesh ha-sjabbat." Vervolgens neemt iedereen plaats aan tafel en eet, voor er wat dan ook gezegd mag worden, een stukje brood van minstens het formaat van een half ei. Pas daarna kan er weer gepraat worden: de ceremonie is beëindigd.
In het algemeen wordt de kidoesj echter over koosjere wijn of druivensap gezegd, waardoor de procedure substantieel anders is (behalve de al hierboven genoemde Duitse gewoonte). Allen verzamelen zich rond de eettafel, staand of zittend. Men is stil. Ieder heeft een klein glaasje wijn. De persoon die Kidoesj zegt begint met het vers "Wajehie erew..." (zie boven) met het tot de rand gevulde glas in zijn rechterhand en gebedenboek in zijn linkerhand (voor linkshandigen andersom). Na dit vers zegt hij de beracha over de wijn: "Baroech atta Ado-nai Elo-heenu Melech ha-Olam, boree prie ha-ĝefen." Dan zegt hij de kidoesj-beracha (zie boven). Na deze beracha drinkt men de wijn onmiddellijk, maar wel rustig en ontspannen. Hierna begeven alle aanwezigen zich naar een wastafel om op rituele wijze hun handen te wassen en de daarbij behorende beracha te zeggen. Daarna spreken zij niet meer (geen woord) en keren terug naar de tafel. Wanneer allen met gewassen handen aan tafel zitten, snijdt de persoon die kidoesj heeft gezegd het brood en verdeelt kleine stukjes (minstens zo groot als een half ei) onder alle aanwezigen. Hierbij wordt het brood niet direct in de hand aangereikt, maar dient het voor hem worden neergelegd op tafel, dan wel op zijn bord. Wanneer alle aanwezigen het stukje brood hebben gegeten mag er weer gesproken worden, wat tijdens een typische vrijdagavondmaaltijd zeer veel gedaan wordt.
Tijdens de maaltijd wordt naar gebruik traditionele Joodse liederen gezongen. Men sluit de maaltijd af met het dankgebed na het eten, de Birkat ha-Mazon.

## Kidoesj van zaterdagochtend
Ook op zaterdag wordt kidoesj gezegd. Gedurende de ochtendgebeden sjachariet en moesaf is het verboden voor het uitspreken van de kidoesj te eten of drinken. Voor de ochtendgebeden is eten niet toegestaan. Volgens de meeste autoriteiten is het toegestaan om voor de gebeden water, thee en koffie zonder melk te drinken. Wie zich na sjachariet erg zwak voelt, mag voor moesaf water, thee of koffie drinken en fruit of graanproducten (behalve brood en matses) eten.
De kidoesj van zaterdagochtend bestaat enkel uit de beracha over wijn (of chamar mediena). Er is geen kidoesj-beracha zoals op vrijdagavond. Naar het (volgens velen bindend) gebruik wordt de kidoesj met enkele selecties uit de Thora ingeleid.
De tekst van de zaterdagochtend-kidoesj is:

Wesjamroe wnee Jisrael et hasjabbat, la'asot et hasjabbat ledorotam briet olam. Beenie oeveen bnee Jisrael ot hie le'olam, kie sjeeshet jamiem asa Ado-nai et hasjamajiem ve'et ha'aretz, oevajom hasjewie'ie sjawat wajinafasj.
Zachor et jom hasjabbat lekodsho. Sjeeshet jamiem ta'avod ve'asita kol melacha, ata oewinecha oewitecha awdecha wa'amitecha oewehemtecha vegeerecha asjer bisje'arecha. Kie sjeeshet jamiem asa Ado-nai et hasjamajiem we'et ha'aretz et hajam we'et kol asjer bam, wajanach bajom hasjewie'ie,
Al keen beerach Ado-nai et jom hasjewie'ie wajakdesjeehoe.
Sawrie maranan werabanan werabotai,
Baroech atta Ado-nai, Elo-heenu Melech ha-Olam, boree prie haĝafen.